# 三吉彩花
三吉彩花（日语：／ Miyoshi Ayaka，1996年6月18日—），日本女演員、模特兒，身高172公分，埼玉縣出身，隸屬Amuse經紀公司。雜誌《Seventeen》專屬模特兒。偶像團體樱花学院的前成员。

## 經歷
三吉在小學一年級時某次和母親外出購物，偶然間看見活動上走台步的小孩，對此感到興趣的三吉於此時開始擔任雜誌的讀者模特兒，但並未隸屬於任何一家經紀公司。小學三年級時，在原宿被星探發現，於是加入了日本大型藝能事務所Amuse，以童星身分參演多部影視作品，其出道作品為2007年的電視劇《非常老爸》。2008年，三吉通過了雜誌《nico☆petit》事務所的審查，並在同年7月出版的夏天期刊首次以模特兒身分登上雜誌，一直到2010年6月才結束雜誌專屬模特兒的身分。2009年，三吉畢業自川越市立武藏野小學校，後於翌年5月加入同屬Amuse旗下的偶像組合櫻花學院，並在同年8月18日通過雜誌《Seventeen》的甄選審查，成為雜誌專屬模特兒。
2012年3月25日，三吉與櫻花學院中另外兩名同期「畢業」的成員拍攝畢業寫真集後正式離開櫻花學院，開始獨自發展演藝事業，之後迅即於同年跟大泉洋及能年玲奈合演電影《大家早上好!》，並憑著該片奪得了翌年的每日電影獎新人獎。2013年5月，三吉在溫情電影《旅者的島歌：十五歲之春》中首次擔任主角，飾演一名因為其位於沖繩偏僻的家園南大東島上沒有高中而被逼轉到那霸升學的中學生仲里優奈。評論認為她在電影中的表現自然，外貌有「透明感」，其演技跟片中的故事設定毫無違和感，三吉也憑此電影贏得了第35屆橫濱電影節的最優秀新人獎。
除了演藝事業以外，三吉亦活躍於廣告界，例如在2012年就被選中成為有「年輕女演員登龍門」（若手女優登竜門）之稱的日本損害保險協會一年一度防火海報模特兒，印有其肖像的海報在該年被複印46萬份，張貼在日本全國各地的消防署和公共設施。她也曾先後為三井不動產和SUNTORY等大公司拍攝電視廣告，更在2013年起代言著名個人護理品牌SEA BREEZE，成為該品牌繼安室奈美惠、持田香織、深田恭子、倉木麻衣、堀北真希以及川島海荷等名人後的新一代代言人。
2015年10月，三吉初次擔任連續劇女主角，參演改編自北條司漫畫原作的同名電視劇《天使心》，在劇中飾演「香瑩」。
2019年9月，因出演周杰伦的新单曲《说好不哭》音乐录影带，在华语地区获得了极大的关注度。

## 人物
為家中獨生女。與櫻花學院前成員松井愛莉為好友，合稱「（MiyoMatsu）」，並曾以此名共同舉辦活動。

## 戲劇作品
註：本列表只收錄三吉彩花的個人活動。有關三吉彩花在櫻花學院的活動，請參閱主條目櫻花學院。

### 電視劇
- 新孩子們的戰爭第二季（2006年5月29日－7月28日、TBS電視台）
- 非常老爸（日语：オトコの子育て）（2007年10月26日－12月14日、朝日電視台、朝日放送） 飾演 原田千里
- 告訴你如何找到夢想!（日语：夢の見つけ方教えたる!）（2008年3月8日、富士電視台） 飾演 澤田真矢（沢田マヤ）
- Pocky 4 Sisters 拿不到的信件「秘密的約束」（出せない手紙編 「ヒミツの約束」，2008年12月27日、BS-i） 飾演 宮下砂利（宮下サリ）
- 誘拐 KIDNAPPING（2009年8月2日、WOWOW） 飾演 佐山百合
- 熱海搜查官（日语：熱海の捜査官）（2010年7月30日－9月17日、朝日電視台） 飾演 東雲麻衣
- 教我愛的一切 最終話（2011年3月28日、富士電視台） 飾演 吉村美櫻
- 高中生餐廳（2011年5月7日－7月2日，日本電視台） 飾演 川瀬真奈美
- 理想的兒子 第3－最終話（2012年1月28日－3月17日，日本電視台） 飾演 丹波彩花（丹波さやか）
- 東野圭吾 懸疑故事 第8話（2012年8月30日，富士電視台） 飾演 笠井美代子
- 結婚不結婚（2012年10月11日－12月20日，富士電視台） 飾演 佐倉麻衣
- 金田一少年之事件簿 獄門塾殺人事件（2014年1月4日，日本電視台） 飾演 式部清子
- Lost Days（日语：ロストデイズ）（2014年1月11日－3月15日，富士電視台） 飾演 立花五月
- GTO（2014年7月8日－9月16日，關西電視台）：飾演
- 天使心（2015年10月11日－12月6日，日本電視台）：飾演 香瑩
- 飛機雲 SP（2016年3月24月，NHK BS Premium）：飾演 結城真央
- 幕末美食 武士飯!（2017年1月10月－2月28日，NHK BS Premium）：飾演 酒田すず
  - 幕末美食 武士飯2!（日语：勤番グルメ_ブシメシ!#.E4.B8.BB.E3.81.AA.E7.99.BB.E5.A0.B4.E4.BA.BA.E7.89.A9）（2018年1月10月－2月21日，NHK BS Premium）：飾演 酒田すず
- 視覺探偵 日暮旅人 第5話（2017年2月19日，日本電視台） 飾演 小松原静香
- 伙食莊2（日语：まかない荘2）（2017年10月17日－12月19日，名古屋電視台）：飾演 風間希
- BG～身邊警護人～ 第3話（2018年2月1日，朝日電視台） 飾演 花音
- 警視聽・搜査一課長 （页面存档备份，存于）第四季 第1話（2020年4月9日，朝日電視台） 飾演 妹尾萩
- 酷帥偷懶刑警們（2020年9月18日，每日放送） 飾演 宇和佐好江
- 一般職員多加賀主水斷惡5（2020年9月24日，朝日電視台） 飾演 有村塔子
- 今際之國的闖關者（2020年12月10日，Netflix） 飾演 安梨鶴奈
- 了不起的女孩 第34集（2020年12月21日，江蘇衛視） 飾演 三吉彩花(特別出演)
- 恐怖繪本第三季（2021年8月18日，NHK教育頻道）
- 言靈莊（2021年10月9日，朝日電視台） 飾演 阿木紗香
- 今際之國的闖關者第二季（2022年12月22日，Netflix） 飾演 安梨鶴奈

### 電影
- 歌魂♪（日语：うた魂）（2008年4月5日，日活） 飾演 少女期的荻野霞（荻野かすみ）
- 瀕死之綠（日语：死にぞこないの青）（2008年8月30日，XANADU（日语：ザナドゥー）） 飾演 繪理
- 獨奏大賽（日语：ソロコンテスト）（2009年7月25日，數碼SKIP站／） 飾演 雨水風花
- 女孩物語（日语：女の子ものがたり）（2009年8月29日，IMJ娛樂、愛貝娛樂） 飾演 小学生時代的喜美子（きみこ）
- 告白（2010年6月5日，東宝） 飾演 土田綾香
- 大家早上好！（日语：グッモーエビアン!#映画）（2012年12月15日，SHOWGATE（日语：ショウゲート）） 飾演 廣瀨葉月（広瀬ハツキ）
- 我的搖滾老爸
- 十五歲離歌（日语：旅立ちの島唄〜十五の春〜）（2013年5月18日，Bitters End／） 飾演 仲里優奈（主角）
- 航海王劇場版：GOLD（2016年7月23日，東映） 配音 比特（ビット，Bit）
- 殺戮重生犬屋敷真人版（2018年4月20日）飾演 女兒 犬屋敷麻里
- 與我跳舞（日语：ダンスウィズミー）（2019年8月16日）飾演 鈴木静香
- 犬鳴村（2020年2月7日）飾演 森田奏
- 親愛的她（2020年9月18日）飾演 小春
- 穿著十二單衣的惡魔（2020年11月6日）飾演 弘徽殿女御 （页面存档备份，存于）
- KNUCKLE GIRL（2023年11月2日）飾演 立花蘭
- 先生の白い嘘#映画（日语：老師的善意謊言）（2024年7月5日，松竹ODS事業室、イノベーション推進部）飾演 渕野美奈子
- 本心（2024年11月8日，ハピネットファントム・スタジオ）飾演 三好彩花

### MV
- Kagrra,－雫〜shizuku〜（2007年2月14日）
- globe－DEPARTURES（出道20週年紀念MV）（2016年5月3日）
- 周杰倫－說好不哭（2019年9月16日）

## 綜藝節目
- CHANNEL☆ROCK!（日语：チャンネル☆ロック!）（2009年3月28日、TBS）
- 國王的早午餐（日语：王様のブランチ）（2009年3月28日、TBS）
- 千奇百趣寵物營（日语：〜どうぶつ冒険バラエティ〜ワンダ!）（2011年10月14日 - 2012年9月7日、東京電視台）
- Nep League（日语：ネプリーグ）（2014年1月20日、富士電視台）
- 蛋白霜的感覺（日语：メレンゲの気持ち）（2014年10月11日 - 、日本電視台） - 輪替主持人
- 走遍全球 韓國篇（2024年1月14日 - 28日 、大阪電視台・BS東京電視台）

## 廣告

### 電視廣告
- 味之素 Cook-Do（2006年5月）
- 住友生命保險 企業（2006年10月）
- 三井不動產販賣 三井之Rehouse（三井のリハウス，2006年10月）
- BANDAI 不可思議星球的雙胞胎公主（2006年）
  - Yes! 光之美少女5（2007年1月、3月）
  - 兒童攜帶電話papipo!（日语：キッズケータイpapipo!）（2007年3月）
- JOHNSON（日语：ジョンソン (会社)） Glade除臭香精（グレート消臭パフパフ，2008年6月）
- 鈴木Wagon R（2009年3月）
- 協和發酵麒麟（日语：協和発酵キリン） 企業（2009年4月）
- 倍樂生 進研研討會中學講座（日语：進研ゼミ中学講座）（2010年2月）
- Oriental Land 東京迪士尼樂園 「Christmas Wish」（クリスマス・ウィッシュ，2010年11月）
- SUNTORY
  - natchan!橙汁（日语：なっちゃん）（2011年2月－）
  - 企業 「晚上仰望夜空中的星星」（見上げてごらん夜の星を）、「向上走」（上を向いて歩こう）（2011年4月－）
- NTT學習系統株式會社（日语：NTTラーニングシステムズ） 大学受験倶楽部（2012年10月－）
- Recruit Jobs（日语：リクルート） TOWNWORK（日语：タウンワーク）（2013年2月－）
- 資生堂
  - SEA BREEZE（日语：シーブリーズ）（2013年2月－2015年2月）
  - 思波綺（2015年3月－）
- 森永製菓 烘焙（ベイク，2013年3月－）
- SKYLARK GUST 饕餮秋交會（ガスト 秋の食いしん坊フェア，2013年9月－）[13]
- 春山商事（日语：はるやま商事） 「Fresher's Campaign」（フレッシャーズキャンペーン，2014年2月－）
- 朝日新聞 2014大學入試PR（2014年7月－）
- Acecook（日语：エースコック） Pho・ccori氣分（2015年9月－）[14]

### 平面廣告
- 佳能打印機（2004年）
- Uniqlo（2005年）
- 大京獅子城
- SUNTORY natchan!橙汁第7代（2011年－2012年）[15]
- 社團法人日本損害保險協會（日语：日本損害保険協会） 全国統一防火標語 防火海報（2012年）[9]
- 建設業勞動災害防止協會、厚生勞動省 年末年始勞災防止海報（2013年－2014年）

## 雜誌
- nico☆petit（日语：ニコ☆プチ）（2008年5月22日－2010年4月22日、新潮社）：專屬模特兒
- Seventeen（2010年10月号－、集英社）：專屬模特兒

## 音樂錄影帶
- Kagrra 「雫〜shizuku〜」（2007年2月14日）
- 周杰倫 「說好不哭 Won't Cry」（2019年9月16日）

## 獎項
- 第67屆每日電影獎Grand Prix新人獎（《大家早上好！》）[4]
- 第35屆橫濱電影節最優秀新人獎（《旅者的島歌：十五歲之春》、《大家早上好！》）[7]
- 第29屆釜山國際電影節亞洲內容暨全球OTT大獎（《走遍全球》）[16][17]
- 第46屆橫濱電影節最優秀女配角獎（《本心》）

## 外部連結
- Amuse官方個人檔案 （日語）
- 三吉彩花的Instagram帳戶 （日語）
- 三吉彩花官方部落格（页面存档备份，存于） （日語）
- 三吉彩花的新浪微博（简体中文）
- Seventeen模特兒官方網頁個人介紹 （日語）
- 映畫.com 個人資料（页面存档备份，存于） （日語）